# Szociolingvisztika
A szociolingvisztika egy szemléletmód, amely a nyelvhasználat és a társadalom összefüggéseit empirikus módszerekkel vizsgáló tudományterületeket foglalja magába. Kialakulásában a szociológia és a nyelvészet játszottak meghatározó szerepet, de az antropológiai kutatások is hatással voltak egyes irányzataira.
Vannak kutatók, akik a vizsgálat perspektívája alapján különítik el a szociolingvisztikát (más néven mikro-szociolingvisztika) és a nyelvszociológiát (makro-szociolingvisztika), mely szerint előbbi a társadalom hatását vizsgálja a nyelvre, míg az utóbbi a nyelv hatását vizsgálja a társadalomra, ugyanakkor nem célszerű élesen különválasztani a két szempontot, mivel nyelv és társadalom egymást közösen feltételezi, egymással kapcsolatban állnak.
Azt is vizsgálja, hogyan befolyásolják a különböző beszédformákat (lektusokat) olyan társadalmi tényezők, mint etnikum, vallás, társadalmi réteg, nem, végzettség stb., és hogyan sorolhatjuk ennek alapján csoportokba a lektusokat egy társadalmi rétegben. Ahogy a nyelvhasználat egyik helyről a másikra változik (dialektus formájában), úgy változik a különböző társadalmi osztályok között is, és ezeket az ún. szociolektusokat vizsgálja a szociolingvisztika.

## Laboviánus szociolingvisztika
Általában William Labovot tekintik a szociolingvisztika atyjának. A mintákat a lakosságból gyűjtik interjúkkal, amik alapján végül megállapítanak bizonyos tényezőket. Labov szerint az ideális tényező
- sűrűn előfordul,
- mentes a szándékos elferdítésektől,
- nagyobb rendszerek szerves része, és
- könnyen ábrázolható egy egyenes skálán.

A fonetikai tényezők általában megfelelnek ezen kritériumoknak és gyakran használják őket, ahogy a nyelvtani tényezőket és ritkábban a lexikális tényezőket is. Példa a fonetikai tényezőkre: mennyire magasan ill. hátul képezünk egy magánhangzót, vagy mennyire nyeljük le a szavak végét. Nyelvtani tényező lehet az angolban például a kettős tagadás.

## Alapvető feltevések, fogalmak
Bár nagyon széles területen mozog a szociolingvisztika tudománya, vannak alapvető feltevések, amelyek köré csoportosulnak a kutatások.
A nyelv különféle változatok, tehát területi és társadalmi dialektusok, valamint stílusok és regiszterek összessége. A közösség egészére jellemző, a változatok összességéből álló készlet a nyelvi repertoár. Az egyéni verbális repertoár egy adott személyre jellemző beszédváltozatok összessége. A regisztereket különböző foglalkozási vagy társadalmi csoportokkal kapcsoljuk össze (szaknyelv, csoportnyelv).
"Az alapnyelv a serdülőkor előtt, általában otthon, az elsődleges szocializáció során a legteljesebben elsajátított nyelvváltozat, amely rendkívül szabályos természetű beszédmód, és amelyeket a beszélők a legkötetlenebb helyzetekben (például családi körben) használnak" (Bartha 1998: 20).
A sztenderdizálás folyamán egy vagy több változatot kodifikálnak és sztenderd nyelvvé munkálnak ki. Ennek során képessé teszik a nyelvet a szükséges területeken (pl. oktatásban, kereskedelemben, közigazgatásban) való használatra, ugyanakkor a folyamat együtt járhat a többi változat leértékelésével, megbélyegzésével.
Többnyelvű helyzetben a nyelvi kontaktusok során kialakuló egyszerűsített kódokat pidzsineknek nevezzük, a már anyanyelvi beszélőkkel rendelkező pidzsineket pedig kreol nyelveknek. 
A beszélőközösség a szociolingvisztikában egy összetett kommunikációs hálózatot jelent, amelynek nincsenek földrajzi vagy méretbeli határai, egy absztrakt virtuális tér. A tagjai osztoznak a saját és a mások nyelvhasználatára és az azzal kapcsolatos magatartásformákra vonatkozó információkban.
A Dell Hymes által bevezetett kommunikatív kompetencia fogalma arra utal, hogy a nyelvhasználók nemcsak nyelvtani (fonológiai, morfológiai stb.) ismeretekkel kell rendelkezzenek a siker érdekében, hanem társadalmi, kulturális tudással is arról, hogy a helyzetnek megfelelően hogyan használják a nyelvet. A nyelvi szocializáció során sajátítják el a gyermekek a kommunikatív formákat, mintákat, attitűdöket. Ez az elsődleges nyelvi szocializáció világ különböző részein eltérően mehet végbe. Lásd bővebben: Réger Zita – Utak a nyelvhez.
A szociolingvisztika nem a belső nyelvet vizsgálja, hanem a külsőt. A belső nyelvet a tudomány elvont, absztrakt módon vizsgálja, vagyis a fejben lezajló dolgokra kíváncsi. A külső nyelv egy szociális kontextusba helyezett nyelv, vagyis a fejen kívül van. Ez a különbségtétel igen fontos, mert az olyan belső nyelvelemzések, mint a mondattan vagy a szemantika, azon a feltevésen nyugszanak, miszerint egy nyelv anyanyelvi beszélői homogén csoportot alkotnak, mert azonos módon fogják fel és értik meg a nyelvet. A külső nyelv vizsgálata során ennek ellenkezőjét kívánják bebizonyítani. Ez a két ellentétes irányú megközelítés ugyanakkor valójában kiegészíti egymást.
Az, hogy értünk egy nyelvet egy társadalomban azt jelenti, hogy a társadalmi hálót is ismerjük, amibe a nyelv be van ágyazva. Ezt nézhetjük országos vagy városi szinten, de lakóközösségi vagy családi szinten is.

## Osztály szerinti különbség
A szociolingvisztika tudománya a városi területek nyelvvariációinak tanulmányozásával vált el a dialektológiától. A dialektológia a nyelvvariációkat földrajzilag osztja fel, a szociolingvisztika más egységeket szemlél, mint például a társadalmi osztályok. Ezek az osztályok és a foglalkozások bizonyultak a legfontosabb meghatározóknak.
Az egyik legfontosabb, és legnehezebben megcáfolható felfedezés az, hogy az osztályhovatartozás és a nyelvvariáció meghatározzák egymást. A munkásosztály kevésbé sztenderd nyelvet használ, a középosztály sokkal közelebb áll a meghatározott normához és a felsőosztály, meg a középosztály felső rétege is gyakran kevésbé sztenderd nyelvet használ, mint a középosztály. Ez azért van, mert nem csak az osztály fontos, hanem az osztály elvárásai is.

### Osztályelvárások
Az olyan tanulmányok, mint amilyen az 1960-as William Labov-féle, kimutatták, hogy a társadalmi elvárások befolyásolják beszédünket. Ez igaz az osztályelvárásokra is. Az a szándék, hogy egy bizonyos osztály elfogadja szereplőjének (főleg a felső és a középosztályban) az anyagilag és társadalmilag ilyen irányban törekvő embert, ahhoz kell egyeztetnie beszédmodorát, hogy úgy hangozzon, mint ők. Akkor azonban, amikor egy ember nem beleszületik az adott osztályba, hanem csak oda szeretne tartozni, gyakran túlságosan ellenőrzött lesz nyelvhasználata, sztenderdebb, mint a sztenderd nyelv. Ugyanez érvényes azokra, akik lefelé mozdulnak el az osztályok között.

### Társadalmi nyelvi kódok
Basil Bernstein, ismert brit nyelvész, a „Kidolgozott és korlátozott kódok: szociális eredetük és következményeik” című könyvében kifejlesztett egy társadalmi kódrendszert, amit arra használt, hogy osztályozza a különböző társadalmi osztályokhoz tartozó nyelvvariáció mintákat. Állítása szerint a középosztály tagjai egészen másként építik fel beszédüket, mint a munkásosztály.

#### Korlátozott kód
Basil Bernstein elmélete szerint a korlátozott kód a munkásosztály által használt beszédminta egyik példája. Azt állította, hogy ez a kód lehetővé teszi a tagok közti szoros kapcsolatot, és amely főleg nemek és korosztályok közötti különbségen nyugszik. Ez a társadalmi csoport olyan módon használja a nyelvet, hogy az összefogja őket és sokszor olyan fél mondatokból is értenek, amiket más csoportok képtelenek lennének megérteni. Ennek a társadalmi csoportnak a „mi” személyes névmás ad nyomatékot, nem pedig az „én”.
Ami a korlátozott (közösségi) kódot jellemezi:
- rövid, grammatikailag egyszerű, gyakran befejezetlen mondatok,
- csak néhány kötőszó használata,
- kevés alárendelő szerkezet,
- mereven és korlátozottan használja a mellékneveket,
- mereven és korlátozottan használja a vonatkozónévmásokat,
- személytelen névmás gyakori használata alanyként.

A korlátozott kódot mindenki elsajátítja és bizonyos élethelyzetekben, bizonyos szubkultúrán belül mindenki használja.
A korlátozott kódot használjuk akkor is, mikor „belsőbeszédet” folytatunk. (De a „belsőbeszéd” átvált kidolgozott kódhasználatba, ha bonyolult feladatot kell megoldani. Feltéve, hogy az adott személy NEM a munkásosztály tagja.)
A korlátozott kód pozícióra orientált családot feltételez.

#### Kidolgozott kód
Basil Bernstein szintén tanulmányozta azt a nyelvhasználatot, az ún. „kidolgozott kódot”, amelyet a közép- és felsőosztály használ, hogy az oktatásban és az üzleti életben sikereket érhessen el.
- Éles határ van az „én” és a „mi” között.
- Nem magától értetődő a szándék.
- Egyénített szimbólumokat kell átadnia más individuumoknak.

Ami a kidolgozott (formális) kódot jellemzi:
- pontos nyelvtani rendet, szintaxist alkalmaz,
- összetett mondatok, alá- és mellérendelő szerkezetet egyaránt használ,
- prepozíciók helyes használata,
- igényesen megválasztott melléknevek,
- az „én” névmás gyakori használata.

Mikor a munkások gyermekei iskolába kerülnek, kidolgozott kódot kell használniuk. Tehát kódváltásra kényszerülnek, ha sikeresek akarnak lenni.
A kidolgozott kód személyre orientált családot feltételez.

### Rejtett presztízs
Általában azt feltételezik, hogy a nem sztenderd nyelv alacsonyabb presztízsű. Azonban, egyes csoportokban, mint a munkásnegyedek, pont a sztenderd nyelvet tekintik nemkívánatosnak. Ez azért van, mert a munkásosztály dialektusának erőteljes csoport-egységesítő hatása van, egyéni nyelvhasználatuk büszkeséget és szolidaritást ébreszt a tagoknál.

## Generációs különbségek
A fiatalok által használt nyelv rendkívül jól illusztrálja a különbségeket. Ahogyan másféleképpen öltözködnek, ugyanúgy megvan a saját, nagyon gyorsan változó nyelvük is. Erre a következő a magyarázat: (1) saját kulturális identitásuk fokozása, (2) maguk között egymás beazonosítása, (3) mások kizárása, és (4) félelem vagy csodálat kiváltása a környező világból.
Az utcán gyakran használatos a szleng. Egypár könnyen elévülő példa:
(szia – találkozáskor)…..cső (eredet: csóközön / cs.ö. / cső)

(vonzó hölgy)…………….jó bige

(szia – távozáskor)………na cső

(ékszer)…………………..fuksz

(barát)……………………..tesó

(pénz)……………………..della/lóvé

(autó)……………………..verda

(szeretni vmit)…………..csipázni vmit

(lány)……………………..csaj

(jó)…………………………király/állat

(érteni)…………………….vágni

## Különbségek a nemek között
A nők és a férfiak általában kissé eltérően használják a nyelvet saját céljaikra, illetve eltérően beszélnek/írnak más férfiakról és nőkről.
A nyelvben megtalálható nemi különbségeket a kulturális különbségekhez szokás hasonlítani, mert így el lehet fedni az igazi egyenlőtlenségeket; egyszerű, tolerálandó másságnak beállítva a két nem közti különbségeket. Ezzel szemben a mai feminista nyelvészet, és feminista kritika egyértelműen úgy foglal állást, hogy a társadalmi nem nem előre meghatározott statikus kategória (=az előre kiadott két szerepből kell egyet eljátszani), hanem szituációnként, résztvevőktől függően, időben és térben dinamikusan változó, állandóan újraértelmezendő lehetőség (például Deborah Cameron: Verbal hygiene, London, Routledge, 1995).
- A nők és a férfiak különböznek a kérdések feltevése tekintetében is. A férfiaknál általában egy kérdés őszinte információszerzési szándékot mutat, míg a nőknél a kérdezésnek gyakran csak retorikai célzata van; párbeszédre invitáló vagy figyelemfelhívó szándékkal (Barnes, 1971). Ezért a nők többször használnak kérdő mondatot (Fitzpatrick, et al., 1995; Todd, 1983).
- Dorval (1990) szerint, a férfiak hajlamosabbak arra, hogy gyakran váltsanak a párbeszéd témáján.
- Míg a nők sokkal inkább feltárják magukat beszédükben, például elmesélik gondjaikat és új élményeiket, gyakran azért, hogy szimpátiát keltsenek (Dindia & Allen, 1992; Tannen, 1991:49), addig a férfiak nem annyira feltárulkozók és szeretnek tanácsot adni más problémájával kapcsolatban.
- A férfiak agresszívebbnek mutatkoznak a párbeszédben (Labov, 1972), gyakran fenyegetőzve, káromkodva és kiabálva. A nők ezt úgy tekintik, hogy ezzel a férfiak a párbeszéd folyamatosságát szakítják meg (Eder’s 1990), nem pedig fölérendeltségüket próbálják hangsúlyozni. Mellékesen, ha a nő káromkodik, azt általában azért teszi, hogy megmutassa másoknak, mi a normális viselkedés náluk (Eder, 1990).
- Úgy tűnik, hogy a nők sokkal jobb figyelők és hallgatók a beszélgetésben.
- Kettősség húzódik a férfiak párbeszéd-uralmi szándéka és a nők csoport rendező szándéka közt (Leet-Pellegrini (1980)).
- A nők verbális intelligenciája magasabb a férfiakénál (Eysenck, 1966:4).
- A nyelvészek a nyelvi udvariasságot „pozitív illetve negatív homlokzatként” szokták jellemezni (Brown and Levinson, 1978). Mindkét formát egyaránt a nők használják gyakrabban, függetlenül attól, hogy vegyes vagy egynemű a társalgási közeg. Röviden, a nők több udvariassági elemet alkalmaznak a társas interakciók során, mint a férfiak. A nők inkább hajlamosak a „homlokzatot” ért támadások orvoslására.

## Forrásirodalom
- Barnes, Douglas (1971), Language and Learning in the Classroom, Journal of Curriculum Studies. 3:1
- Bartha Csilla 1998. A szociolingvisztika alapjai. Eötvös Loránd Tudományegyetem Bölcsészettudományi Kar Mai Magyar Nyelvi Tanszék: Budapest
- Brown, Penelope (1980), How and why are women more polite: some evidence from a Mayan community, pp. 111–36 in McConnell-Ginet, S. et al. [eds] Women and Language in Literature and Society. Praeger, New York
- Brown, Penelope and Levinson, Stephen (1978), Universals in Language Usage: Politeness Phenomena, pp 56–289 in Goody, Esther [ed] Questions and Politeness. Cambridge University Press
- Carli, L.L. (1990). Gender, language, and influence. Journal of Personality and Social Psychology, 5, 941-951.
- Coates, Jennifer (1983), Language and Sexism, LAUD Paper No. 173, University of Duisburg
- Coates, Jennifer (1987), Epistemic modality and spoken discourse, Transactions of the Philologicalociety, 110-31.
- Coates, Jennifer (1993), Women, Men and language. London: Longman
- DeFrancisco, Victoria (1991), The sound of silence: how men silence women in marital relationships, Discourse and Society 2 (4):413-24.
- Dindia, K. & Allen, M. (1992). Sex differences in disclosure: A meta-analysis. Psychological Bulletin, 112, 106-124.
- Dorval, Bruce (1990), Conversational Organization and its Development, Ablex, Norwood, NJ.
- Eder, Donna (1990), Serious and Playful Disputes: variation in conflict talk among female adolescents, pp. 67–84 in Grimshaw, Allan [ed]Conflict Talk, Cambridge University Press.
- Eysenck, H.J (1966), Check Your Own I.Q. St Ives: Penguin
- Fishman, Pamela(1980), Interactional Shiftwork, Heresies 2:99-101.
- Fitzpatrick, M. A., Mulac, A., & Dindia, K. (1995). Gender-preferential language use in spouse and stranger interaction. Journal of Language and Social Psychology, 14, 18-39.
- Green, J. (2003). The writing on the stall: Gender and graffiti. Journal of Language and Social Psychology, 22, 282-296.
- Holmes, Janet (1988), Paying Compliments: a sex-preferential politeness strategy, Journal of Pragmatics 12:445-65
- Labov, William (1972), Language in the Inner City. Philadelphia: University of Philadelphia Press
- Lakoff, R. (1975). Language and Women’s Place. New York: Harper & Row
- Leet-Pellegrini, Helena M. (1980) Conversational dominance as a function of gender and expertise, pp. 97–104 in Giles, Howard, Robinson, W. Peters, and Smith, Philip M [eds] Language: Social Psychological Perspectives. Oxford: Pergamon Press
- Mulac, A., Studley, L.B., & Blau, S. (1990). The gender-linked language effect in primary and secondary students’ impromptu essays. Sex Roles, 23, 439-469.
- O’Barr and Atkins (1980) ‘Women’s Language’ or ‘powerless language’?, pp. 93–110 in McConnell-Ginet et al. [eds] Women and languages in Literature and Society. New York: Praeger
- Sacks et al (1974) A simple systematics for the organization of turn-taking for conversation, Language 50:696-735.
- Tannen, Deborah (1991), You Just Don’t Understand: Women and Men in Conversation, London: Virago
- Thomson, R., & Murachver, T. (2001). Predicting gender from electronic discourse. British Journal of Social Psychology, 40, 193-208.
- Thomson, R., Murachver, T., & Green, J. (2001). Where is the gender in gendered language? Psychological Science, 12, 171-175.
- Todd, Alexandra Dundas (1983), A diagnosis of doctor-patient discourse in the prescription of contraception, pp. 159–87 in Fisher, Sue and Todd, Alexandra D. [eds] The Social Organization of Doctor-Patient Communication, Center for Applied Linguistics, Washington D.C.
- Zimmerman, Don and West, Candace (1975) Sex roles, interruptions and silences in conversation, pp 105–29 in Thorne, Barrie and Henly, Nancy [eds] Language and sex: Difference and Dominance. Rowley, Massachusetts: Newbury House
- Zimmerman, Don and West, Candace (1977), Sex roles, interruptions and silences in conversation, pp. 105–29 in thorne, Barrie and Henley, Nancy [eds] Language and Sex: Difference and Dominance. Rowly, Massachusetts: Newbury House

### Magyarul
- Társadalom és nyelv. Szociolingvisztikai írások; vál. Pap Mária, Szépe György, bev. Szépe György, ford. Bollobás Enikő et al.; Gondolat, Bp., 1975
- Egyetemi szociolingvisztikai dolgozatgyűjtemény; tan. Borsos Attila et al.; ELTE, Bp., 1993 (Egyetemi szociolingvisztikai dolgozatok)
- Ronald Wardhaugh: Szociolingvisztika; ford. Pap Mária, közrem. Kontra Miklós, Pléh Csaba; Osiris-Századvég, Bp., 1995 (Osiris tankönyvek)
- Kiss Jenő: Társadalom és nyelvhasználat. Szociolingvisztikai alapfogalmak; Nemzeti Tankönyvkiadó, Bp., 1996
- A. Jászó Anna, Bódi Zoltán (szerkesztő): Szociolingvisztikai szöveggyűjtemény, Budapest, Tinta Könyvkiadó, 2002
- Abram de Swaan: A nyelvek társadalma. A globális nyelvrendszer; ford. Fenyves Miklós; Typotex, Bp., 2004
- Géró Györgyi: Új nyelvi nagyhatalom születőben. Spanyol nyelvészeti és szociolingvisztikai írások; Tinta, Bp., 2004 (Segédkönyvek a nyelvészet tanulmányozásához)
- Huszár Ágnes (szerkesztő): A családi nyaggatástól a munkahelyi nyelvhasználatig, Budapest, Tinta Könyvkiadó, 2006
- A családi nyaggatástól a munkahelyi nyelvhasználatig. Szociolingvisztikai olvasmányok magyar nyelven; szerk. Huszár Ágnes, ford. Damokos Kata et al.; PTE Nyelvtudományi Doktori Iskola–Tinta, Pécs–Bp., 2006 (Segédkönyvek a nyelvészet tanulmányozásához)
- Nemzetállamok, globalizáció és kétnyelvűség. Nyelvpedagógiai és szociolingvisztikai tanulmányok; szerk. Horváth István, Tódor Erika Mária; Nemzeti Kisebbségkutató Intézet–Kriterion, Kolozsvár, 2009
- Borbély Anna, Vančoné Kremmer Ildikó, Hattyár Helga (szerkesztő): Nyelvideológiák, attitűdök és sztereotípiák 15. Élőnyelvi Konferencia, Budapest, Tinta Könyvkiadó, 2010
- P. Lakatos Ilona (szerkesztő): Változó nyelvhasználat a hármas határ mentén Többdimenziós nyelvföldrajzi térképlapok tanúságai, Budapest, Tinta Könyvkiadó, 2012
- Klein Ágnes: Utak a kétnyelvűséghez. Nyelvek elsajátítása iskoláskor előtt, Budapest, Tinta Könyvkiadó, 2013
- Elmélet és empíria a szociolingvisztikában. Válogatás a 17. Élőnyelvi Konferencia (Szeged, 2012. augusztus 30–szeptember 1.) előadásaiból; szerk. Kontra Miklós, Németh Miklós, Sinkovics Balázs; Gondolat, Bp., 2013
- Szociolingvisztikai és dialektológiai szöveggyűjtemény. Oktatási segédlet; összeáll. Presinszky Károly; Konstantin Filozófus Egyetem Közép-európai Tanulmányok Kara, Nyitra, 2014
- Nyelv, kultúra, társadalom; szerk. Gecső Tamás, Sárdi Csilla; Kodolányi János Főiskola–Tinta, Székesfehérvár–Bp., 2015 (Segédkönyvek a nyelvészet tanulmányozásához)
- Pachné Heltai Borbála: Többnyelvűség Geresdlakon. Szociolingvisztikai kutatások a finnek lakta magyarországi német településen; L'Harmattan, Bp., 2020
- Tanulmányok a budapesti beszédről. A Budapesti Szociolingvisztikai Interjú alapján; szerk. Kontra Miklós, Borbély Anna; Gondolat, Bp., 2021 + DVD